# Leucogrammolycus brychios
Leucogrammolycus brychios är en fiskart som beskrevs av Mincarone och Anderson 2008. Leucogrammolycus brychios ingår i släktet Leucogrammolycus och familjen tånglakefiskar. Inga underarter finns listade i Catalogue of Life.